# Alchemilla controversa
Alchemilla controversa är en rosväxtart som beskrevs av Robert Buser. Alchemilla controversa ingår i släktet daggkåpor, och familjen rosväxter. Inga underarter finns listade i Catalogue of Life.